# 44
44 је била преступна година.

## Догађаји
- Тракија је коначно претворена у римску провинцију. Формирање провинције Мезије.
- Јеврејски тетрарх Ирод Агрипа наредио је да се свети апостол Јаков погуби и да се Свети апостол Петар затвори.
- Припајање Јудеје провинцији Сирији.
- 44-47 - Гувернер Јудеје Куспије Фад.

## Смрти
- Ирод Агрипа, краљ Јудеје (р. 11. п. н. е.)
- Јаков Заведејев, апостол Исусов